# Quintus Marcius Barea Soranus (Suffektkonsul 52)
Quintus Marcius Barea Soranus (* vor 52; † 65 oder 66) war ein Stoiker und römischer Senator in der Zeit des Kaisers Nero.
Er war der Sohn des gleichnamigen Suffektkonsuls des Jahres 34, Quintus Marcius Barea Soranus. Im Jahr 52 wurde der jüngere Barea Soranus Suffektkonsul, später (vielleicht 61) Prokonsul der Provinz Asia. Er erwarb sich die Zuneigung der Bevölkerung der Provinz. Beim Kaiser fiel er aber in Ungnade. Nero betrachtete es als Kränkung, dass Soranus sich geweigert hatte, eine Stadt zu bestrafen, die die Statuen ihrer Götter gegen die kaiserlichen Bevollmächtigten verteidigt hatte. Soranus wurde mit Hilfe von Intrigen wegen seiner Vertrautheit mit Rubellius Plautus angeklagt, der bei Nero ebenfalls in Ungnade gefallen war. Einer der Hauptzeugen gegen ihn war Publius Egnatius Celer, sein Klient und früherer Lehrer in der stoischen Philosophie. Soranus wurde 65 oder 66 zum Tod verurteilt und tötete sich.
Barea Soranus war mit Servilia Considia, Tochter des Historikers Servilius Nonianus, verheiratet. Ihre Tochter Marcia Servilia, die angeklagt wurde, weil sie Zauberer konsultiert haben soll, gestand im Hinblick auf das Schicksal ihres Vaters, allerdings mit Spitzen gegen den Kaiser, und wurde in seinen Untergang hineingerissen.
Unter Vespasian wurde der Ankläger wegen seines Verhaltens durch Domitian, der seinen abwesenden Vater in Rom vertrat, zum Tode verurteilt. Der Bruder des Barea Soranus, Quintus Marcius Barea Sura, war Vater der Marcia Furilla, die im Jahr 65 die zweite Frau des späteren Kaisers Titus wurde.